# Síndrome de poliendocrinopatía autoinmune
El síndrome poliglandular autoinmune (PGAS) o síndrome poliendocrino autoinmune comprende un heterogéneo conjunto de enfermedades de aparición infrecuente y origen genético o espontáneo que se caracterizan por la existencia de una respuesta de autoinmunidad contra varias glándula endocrinas, aunque también pueden afectarse otros órganos. Comprende 3 síndromes diferentes y otras enfermedades que tienen características parecidas. Los 3 síndromes que se incluyen dentro de esta definición son el síndrome poliendocrino tipo 1 o APECED, el síndrome poliendocrino tipo 2 y el síndrome poliendocrino ligado al cromosoma X, también llamado XLAAD por las iniciales en inglés de las principales características: X-linked (ligado al cromosoma X)  autoimmunity (autoinmunidad) y allergic dysregulation.

## Síndrome poliglandular autoinmune tipo I
El síndromes poliglandular autoinmune tipo I se refiere a una enfermedad poliendocrinopatia autoinmune-candidiasis-distrofia ectodérmica (APECED) es una rara enfermedad autosómico recesivo (mutacion se encuentra en el gen AIRE) en donde las mujeres son afectadas más frecuentemente que los hombres. Es más común entre etnias como judíos, finlandeses. Casos esporádicos se han identificado entre países europeos. APECED aparece debido a mutaciones en los llamados genes autoinmunes en los cromosomas 21q22.3. Ellos se expresan en el timo, nódulos linfáticos, páncreas, corteza adrenal, hígado fetal. Se expresan en el factor de transcripción nuclear. Pero este mecanismo se desconoce. No hay una correlación aparente entre mutación genética y fenotipo.
El hipoparatiroidismo y la candidiasis mucocutanea crónica es usualmente la primera manifestación, aparece durante la niñez o en la adolescencia temprana. El hipoparatirodismo puede o no estar presente, ocurre en asociación de anticuerpos contra el receptor sensible de calcio.La candidiasis siempre involucra la boca. Es crónica y recurrente y resistente a la terapia convencional. La insuficiencia adrenal usualmente se desarrolla tarde, a la edad de 10 a 15 años, los antígenos blancos son las isoenzimas del citocromo p450, la presencia de autoanticuerpos es alta ( 92%). El hipogonadismo primario ocurre en el 60% de los pacientes. El síndromes de malabsorción ocurre en el 25%, en donde más del 90% de los autoanticuerpos son contra la triptófano hidroxilasa. Solo una tercera parte de los pacientes no tienen estos autoanticuerpos. Aproximadamente 50% desarrollan primeros las tres características. Diabetes mellitus 1 y tiroiditis autoinmune crónica son poco comunes. La enfermedad de graves no se desarrolla con este desorden. En una serie de 68 pacientes finlandeses, la incidencia de varias manifestaciones fue diferente a la reportada en series de casos y revisiones de la literatura.
Entre las manifestaciones no endocrinas destacan síndromes de malabsorcion 25%, alopecia total o areata 20%, anemia perniciosa 16%, hepatitis crónica activa 9% y vitíligo 4%.

## Síndrome poliglandular autoinmune tipo II
El síndrome tipo II o APS2 es mucho más prevalente que el tipo I. la insuficiencia adrenal primaria es la principal manifestación. Los autoanticuerpos contra las enzimas esteroidogeneticas están siempre presente en este desorden, la enfermedad tiroidea autoinmune, usualmente crónica puede producir enfermedad de graves y la diabetes mellitus 1, El APS2 con insuficiencia adrenal primaria y tiroiditis autoinmune es llamado síndrome de Schmidt
Aproximadamente la mitad de los casos son familiares. Se ha reportado que las mujeres son más afectadas 3 veces más que los hombres. La mayoría de los casos ocurre entre los 20 y 40 años
La insuficiencia adrenal es la manifestación inicial en el 50% de los pacientes, ocurre simultáneamente con la enfermedad tiroidea autoinmune o la diabetes mellitus en cerca del 20%.
El hipogonadismo primario puede ocurrir primero como en el tipo I. la falla ovárica es más frecuente que la falla testicular. El hipopituitarismo es debido a hipofisitis más frecuentemente por deficiencia de ACTH, puede ocurrir solo o en combinación con tirotropina o más raramente hormona del crecimiento.
El tratamiento se basa en el manejo de la entidades asociadas, no existe tratamiento curativo.